# Maison Keret
La maison Keret (en polonais : Ermitaż - Dom Etgara Kereta) est une installation artistique située à Varsovie, Pologne. Dessinée par l'architecte polonais Jakub Szczęsny (d), elle prend la forme d'une maison habitable extrêmement étroite, de moins de 150 cm de large, coincée entre deux immeubles. Elle porte le nom de l'écrivain et réalisateur israélien Etgar Keret, qui en est le premier occupant.

## Caractéristiques

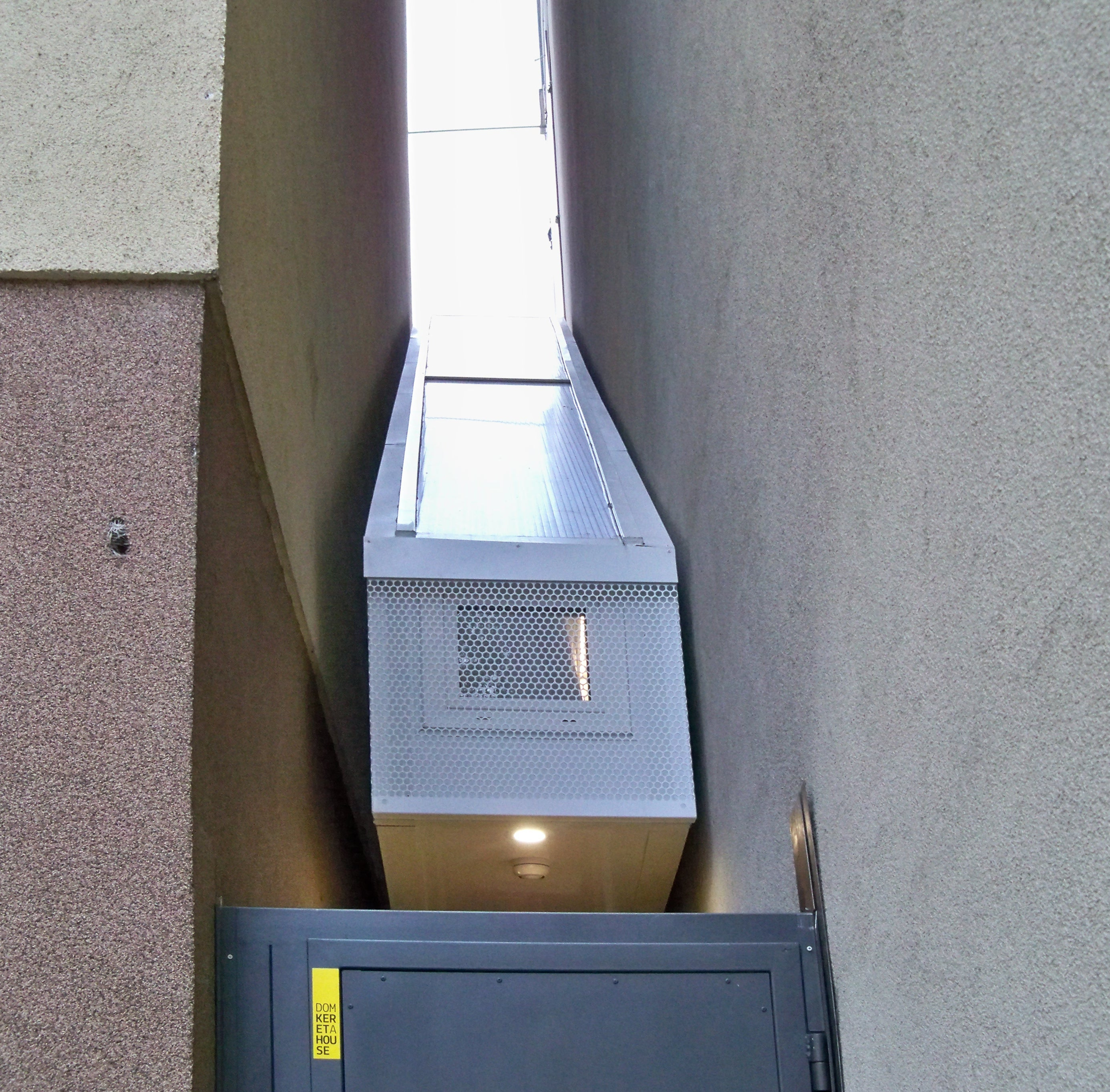
Le haut de la porte d'entrée et le toit incliné de la maison, vue depuis la rue.

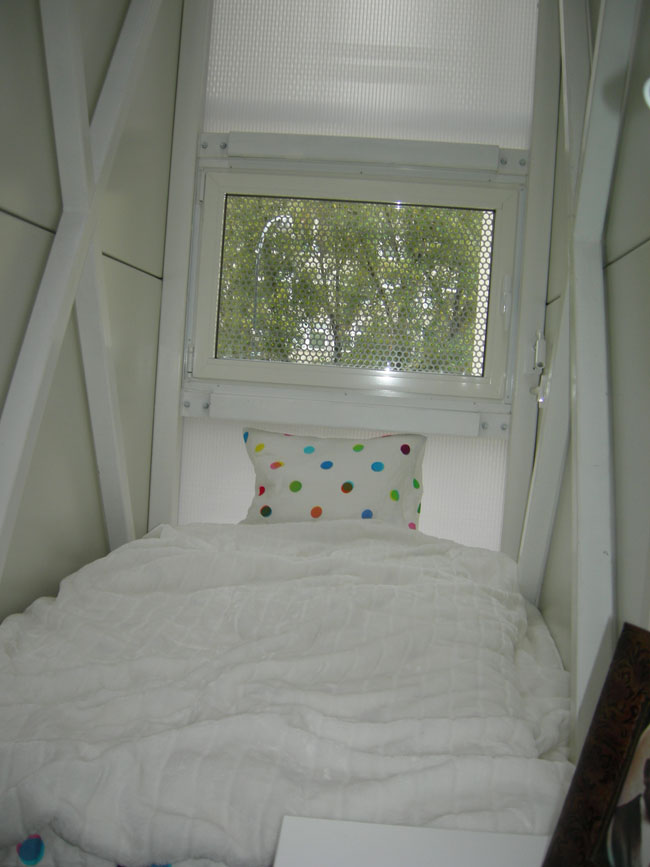
Intérieur - Le coin couchage.

La maison Keret est située entre le 22 rue Chłodna et le 74 rue Żelazna à Varsovie et est conçue comme la maison la plus étroite au monde, . Le bâtiment mesure 92 cm à son niveau le plus étroit et 152 cm au plus large. La structure de fer contient deux étages, une chambre à coucher, une petite cuisine et une salle de bains. Elle possède deux fenêtres fixes et la lumière du soleil pénètre par les panneaux translucides des murs. L'intégralité de l'intérieur est peint en blanc et l'électricité provient du bâtiment voisin. La maison possède une arrivée et une évacuation d'eau spécifiques et n'est pas reliée au réseau d'eau du reste de la ville. Du fait de sa petite taille, le bâtiment ne peut contenir qu'un réfrigérateur contenant deux boissons au maximum et les occupants doivent utiliser une échelle pour se déplacer entre les étages,.
La maison Keret est la création de l'architecte Jakub Szczęsny (d), pour le cabinet d'architecture Centrala. Elle est soutenue par la mairie de Varsovie et la fondation polonaise d'art moderne. Techniquement, le bâtiment est considéré comme une installation artistique car il ne répond pas aux codes de construction polonais, bien qu'il soit utilisé comme habitation.
Etgar Keret est le premier occupant de la maison. Il l'a qualifiée de « monument à la mémoire de sa famille » ; les familles de ses deux parents ont en effet péri pendant la Seconde Guerre mondiale lors de l'occupation allemande de la Pologne. Après son départ, Keret projette de confier la maison à un collègue. L'édifice est destiné à devenir un lieu de création artistique.